# Nawałnik popielaty
Nawałnik popielaty (Hydrobates furcatus) – gatunek średniej wielkości ptaka z rodziny nawałników (Hydrobatidae). Jego zasięg występowania obejmuje północną część Oceanu Spokojnego. Nie jest zagrożony.

## Taksonomia
Gatunek opisany po raz pierwszy przez Johanna Friedricha Gmelina pod nazwą Procellaria furcata; opis ukazał się w 1789 roku w 2. części 1. tomu 13. edycji Systema Naturae. W 1811 roku Peter Simon Pallas zmienił nazwę naukową na P. orientalis, natomiast John Gould umieścił ten gatunek w rodzaju Thalassidroma (obecnie niewyróżnianym). Do rodzaju Oceanodroma przypisał nawałnika popielatego Charles-Lucien Bonaparte w 1856 roku. Według najnowszych badań wszystkie gatunki nawałników należą do rodzaju Hydrobates. Obecnie wyróżniane są 2 podgatunki:
- H. f. furcatus (J.F. Gmelin, 1789) – występuje na północnych Wyspach Kurylskich, na Wyspach Komandorskich oraz Aleutach,
- H. f. plumbeus (Peale, 1848) – spotykany na obszarze od Alaski do północnej Kalifornii.

## Morfologia
Długość ciała wynosi około 20,3 cm, w tym dzioba 1,9 cm i ogona 9,5 cm. Skrzydło mierzy 15,2 cm, a skok ok. 2,2 cm. Cechą charakterystyczną tego nawałnika jest nieznacznie rozwidlony ogon. Głowa szarawa lub brudnobiała, z wierzchu ciemnoszara, czoło i okolice oczu brązowawe. Dziób jednolicie czarny. Pierś, kuper, grzbiet i pokrywy nadogonowe szare. Sterówki szarawe z jaśniejszymi stosinami, podobnie jak i lotki. Lotki II-rzędowe posiadają białe obrzeżenia na zakończeniu. Wierzchnie pokrywy skrzydłowe z białymi obrzeżeniami, z wyjątkiem tych na krawędzi skrzydła. Nogi brązowe.

## Zasięg występowania
Występuje w północnej części Oceanu Spokojnego. Całkowity zasięg występowania wynosi około 22,4 mln km². Większość tego zasięgu to otwarty ocean, na którym przebywa poza okresem lęgowym. Stanowiska lęgowe położone są na morskich wyspach wzdłuż wybrzeży Ameryki Północnej i północno-wschodniej Azji – od Kalifornii na wschodzie po Alaskę na północy i Kuryle na zachodzie.

## Lęgi
Gniazduje w suchych i osłoniętych miejscach – w opuszczonych norach maskonurów, pod kępami roślinności, w szczelinach skalnych i lawowych, pod kłodami czy między korzeniami drzew. Tam, gdzie gleba jest wystarczająco miękka, nawałniki popielate czasami same wykopują norę gniazdową za pomocą dzioba i stóp. Gniazda są minimalistyczne, czasami zbudowane z traw, turzyc lub innych roślin, ale większość par nie buduje gniazda, a jaja składane są bezpośrednio na podłożu. Samica składa tylko jedno jajo, całkowicie białe z wyjątkiem nieznacznie szaro plamkowanego szerszego końca. W inkubacji biorą udział oba ptaki z pary, nie jest znany dokładny jej czas. Wśród 79 złożonych w 2005 roku na wyspie Kasatochi jaj wykluło się 88,6%, a opierzenia dożyło 58,2% piskląt. W trakcie podobnych badań w 2006 roku, mających miejsce na tej samej wyspie, spośród 103 jaj wykluło się 91,3%, a przeżywalność piskląt wyniosła 88,9%. Masa opierzonego pisklęcia wynosiła średnio około 80 gramów. Młode karmione były skorupiakami (głównie z rodziny Lysianassidae, dużą część stanowiły także Neocalanus cristatus – Calanoida), rybami oraz mięczakami; zdarzyły się przypadki przynoszenia pisklętom kawałków plastiku. U badanych piskląt skok mierzył przy wykluciu około 5 cm i rósł dopóki młode nie osiągnęło wieku 30 dni. Do śmiertelności piskląt przyczyniać się może pasożytnictwo grzybinków (Leiodidae).

## Status
IUCN uznaje nawałnika popielatego za gatunek najmniejszej troski (LC, Least Concern) nieprzerwanie od 1988 roku. Liczebność światowej populacji w 2004 roku szacowano na ponad 6 milionów osobników, czyli ponad 4 miliony osobników dorosłych. Organizacja Partners in Flight w 2019 roku oceniała trend liczebności populacji jako wzrostowy; ptak zrekolonizował kilka wysp po tym, jak wytępiono na nich introdukowane drapieżniki.